# باسوس دي كالداس
باسوس دي كالداس هي بلدية في البرازيل، ومستوطنة، تتبع ميناس جرايس، بلغ عدد سكانها 152٬435  نسمة، في 2010، تبلغ مساحتها 547٫059 كيلومتر مربع، رمزها البريدي هو 37700-001 a 37719-999.

## معرض صور

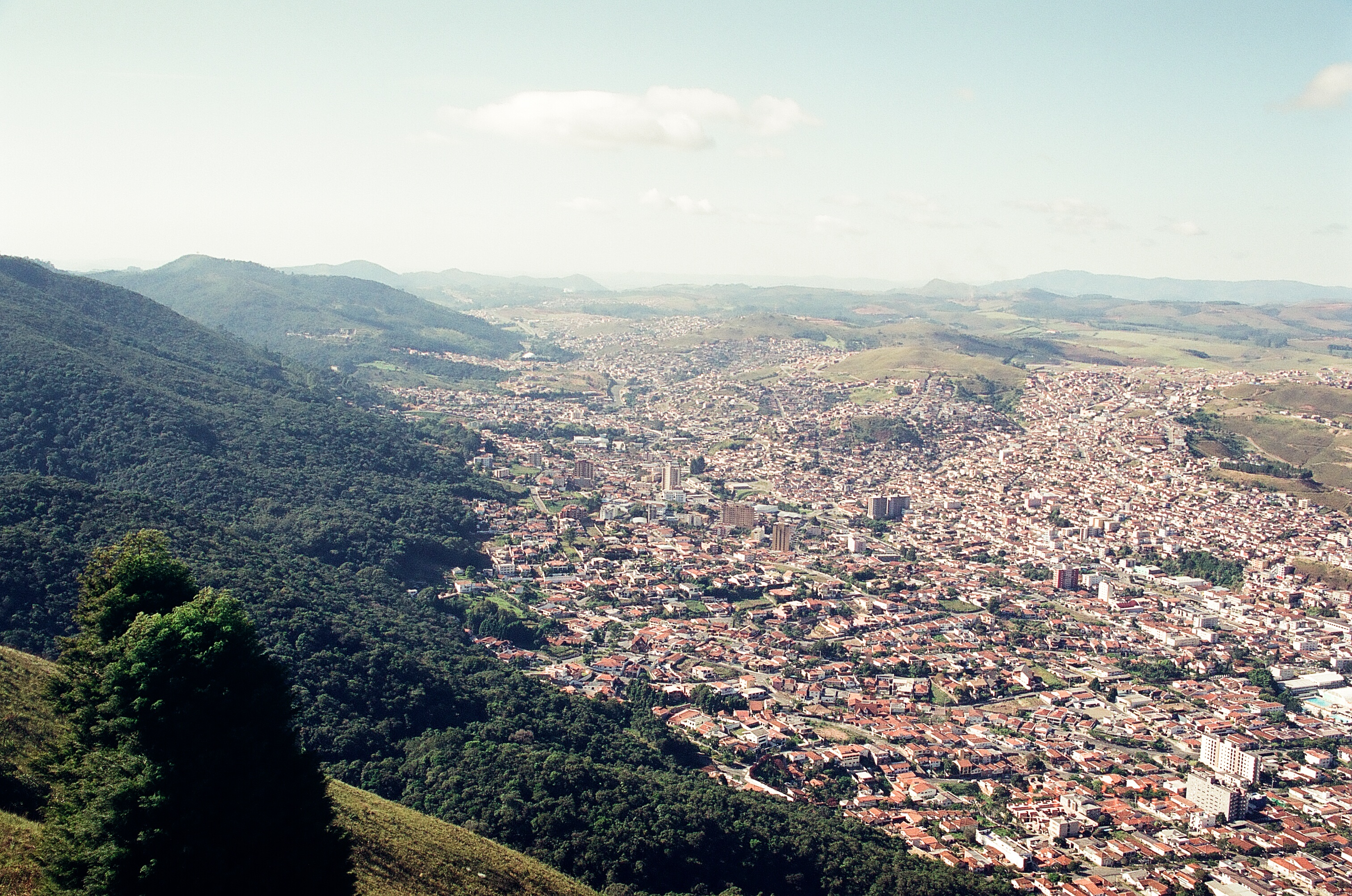
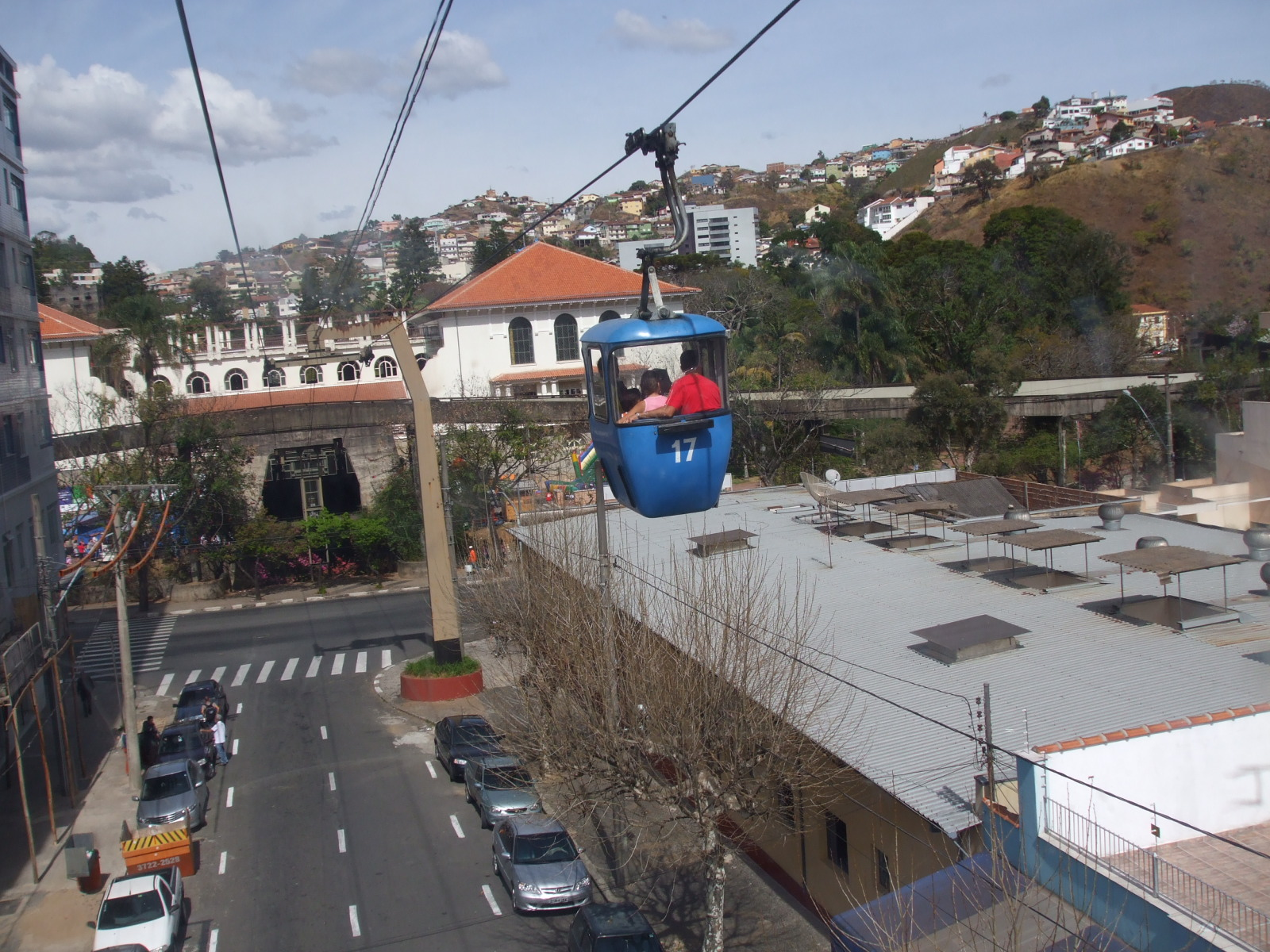
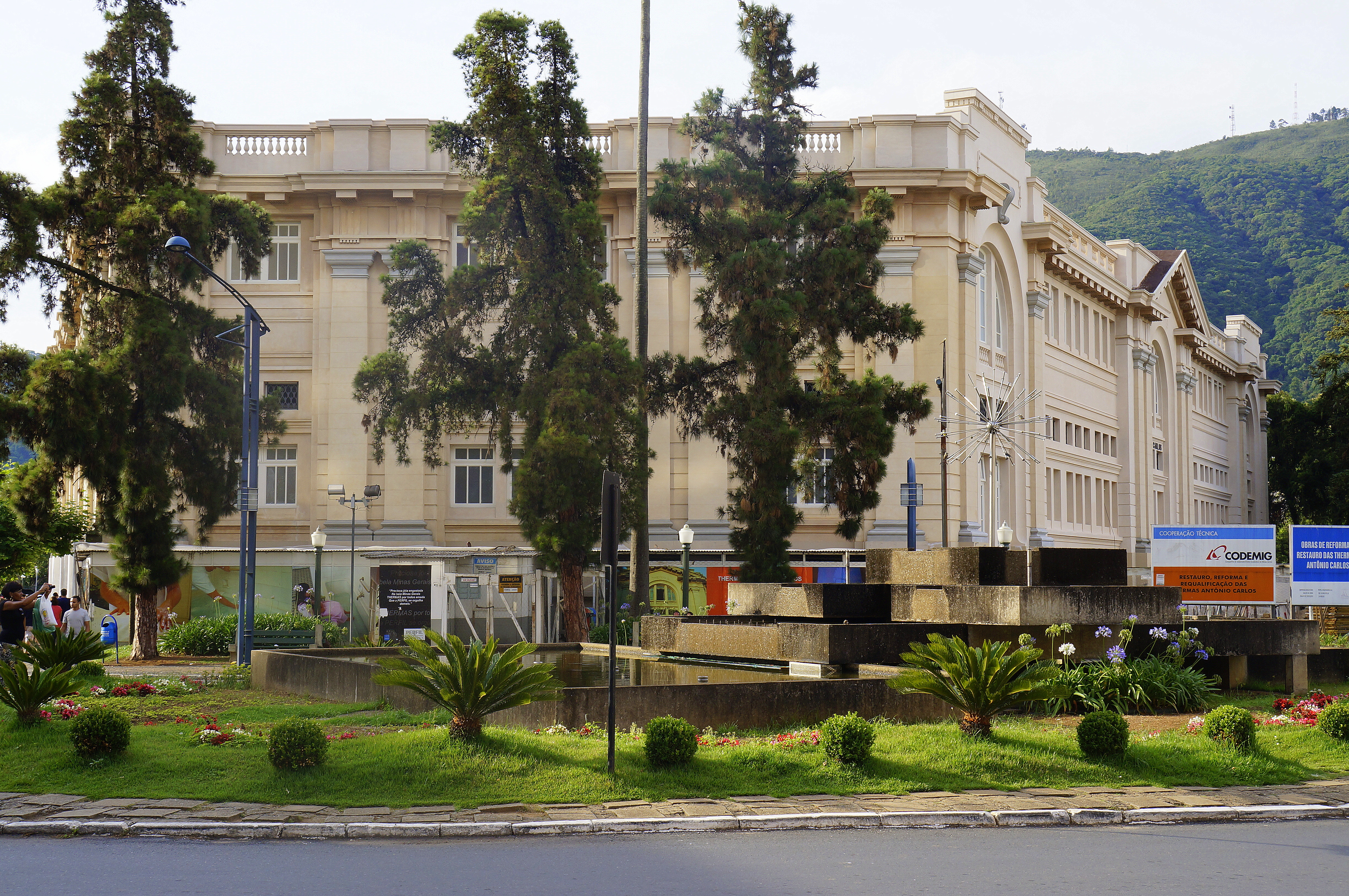
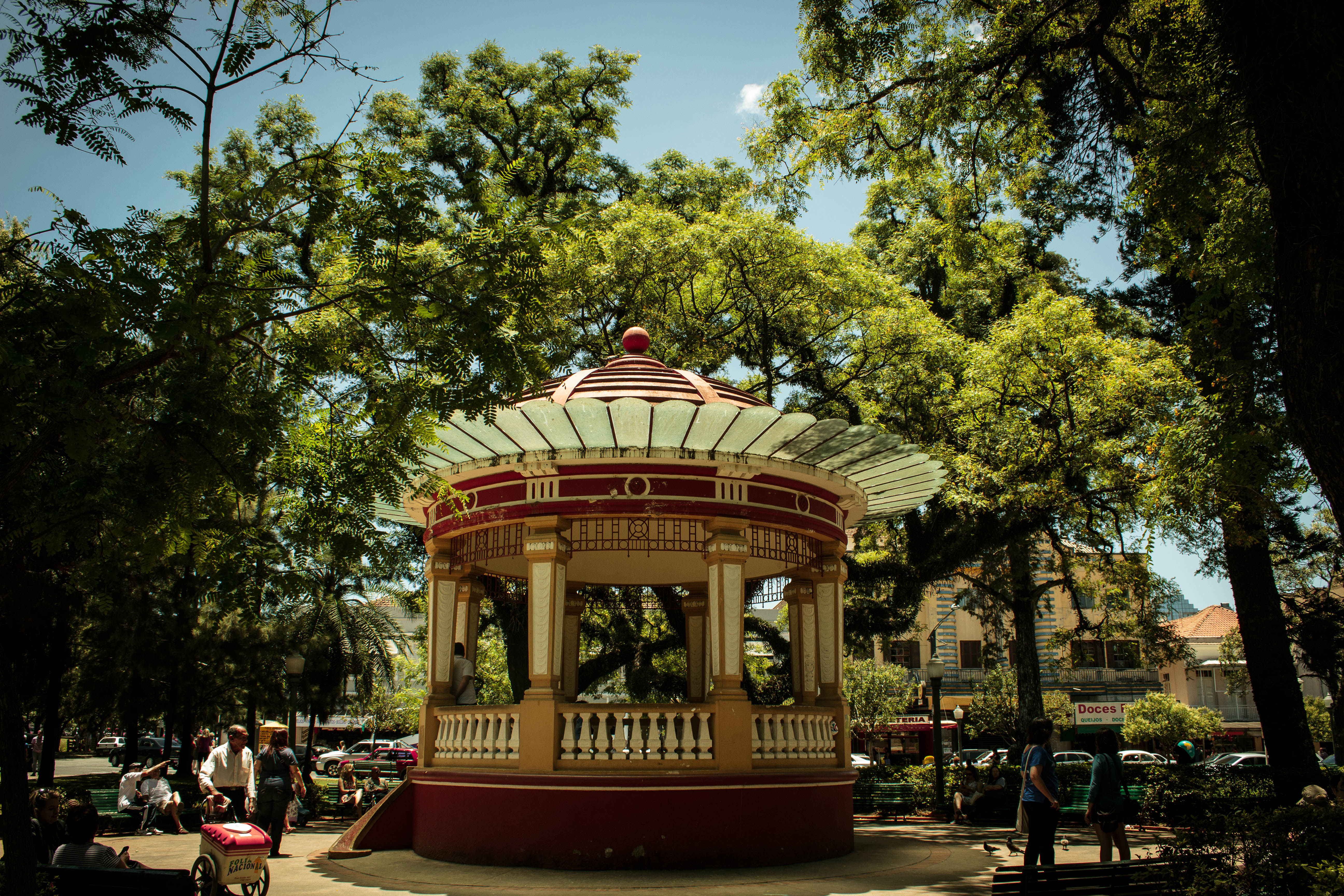
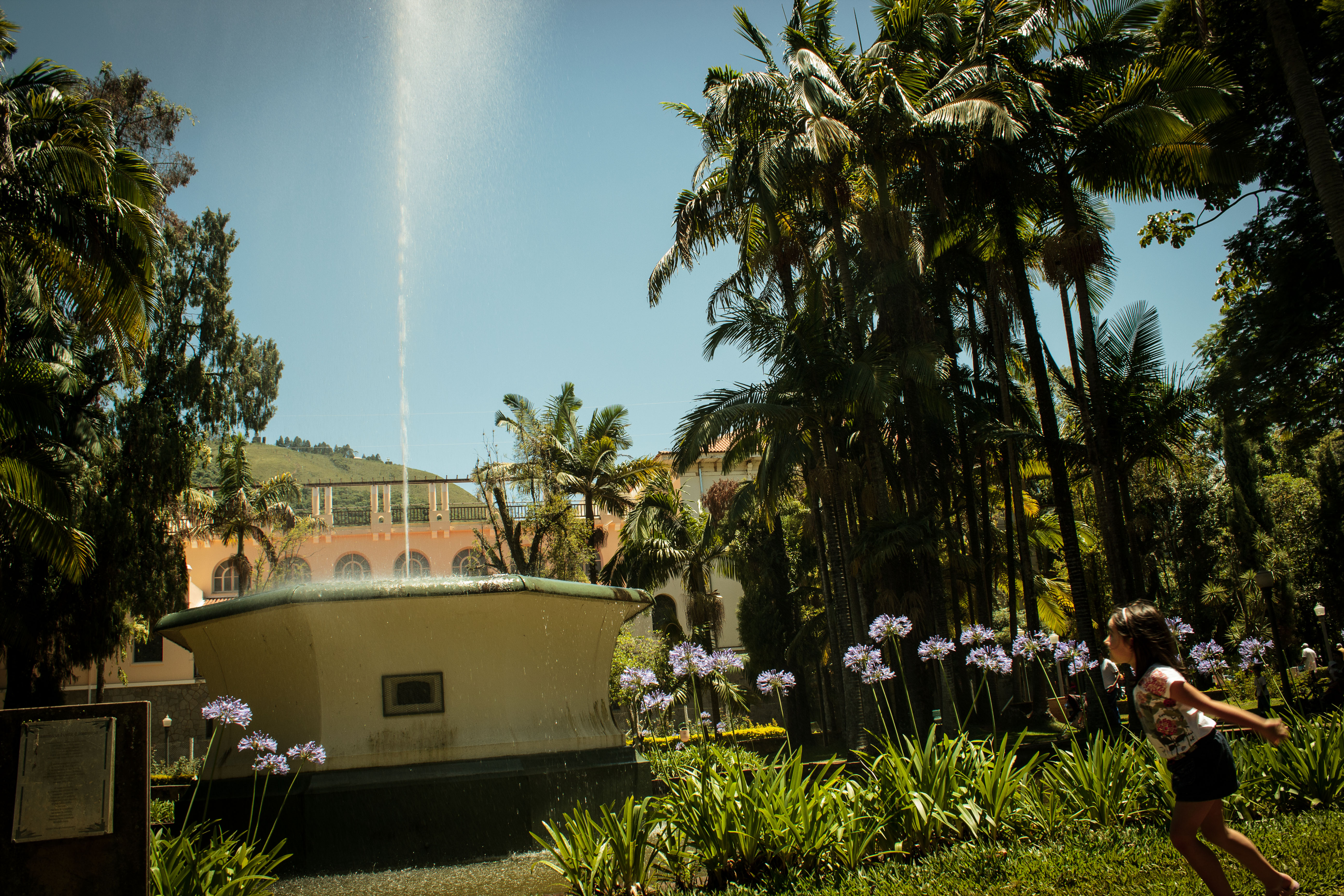

## الموقع
تشترك في الحدود مع:
- Águas da Prata [الإنجليزية]‏
- Bandeira do Sul [الإنجليزية]‏
- Andradas [الإنجليزية]‏.

## أعلام
- آرثر عمر
- ساندرو ريتشي
- ماورو راموس
- لودلينا دي كامبوس ميلو